# Tongaans rugbyteam (mannen)

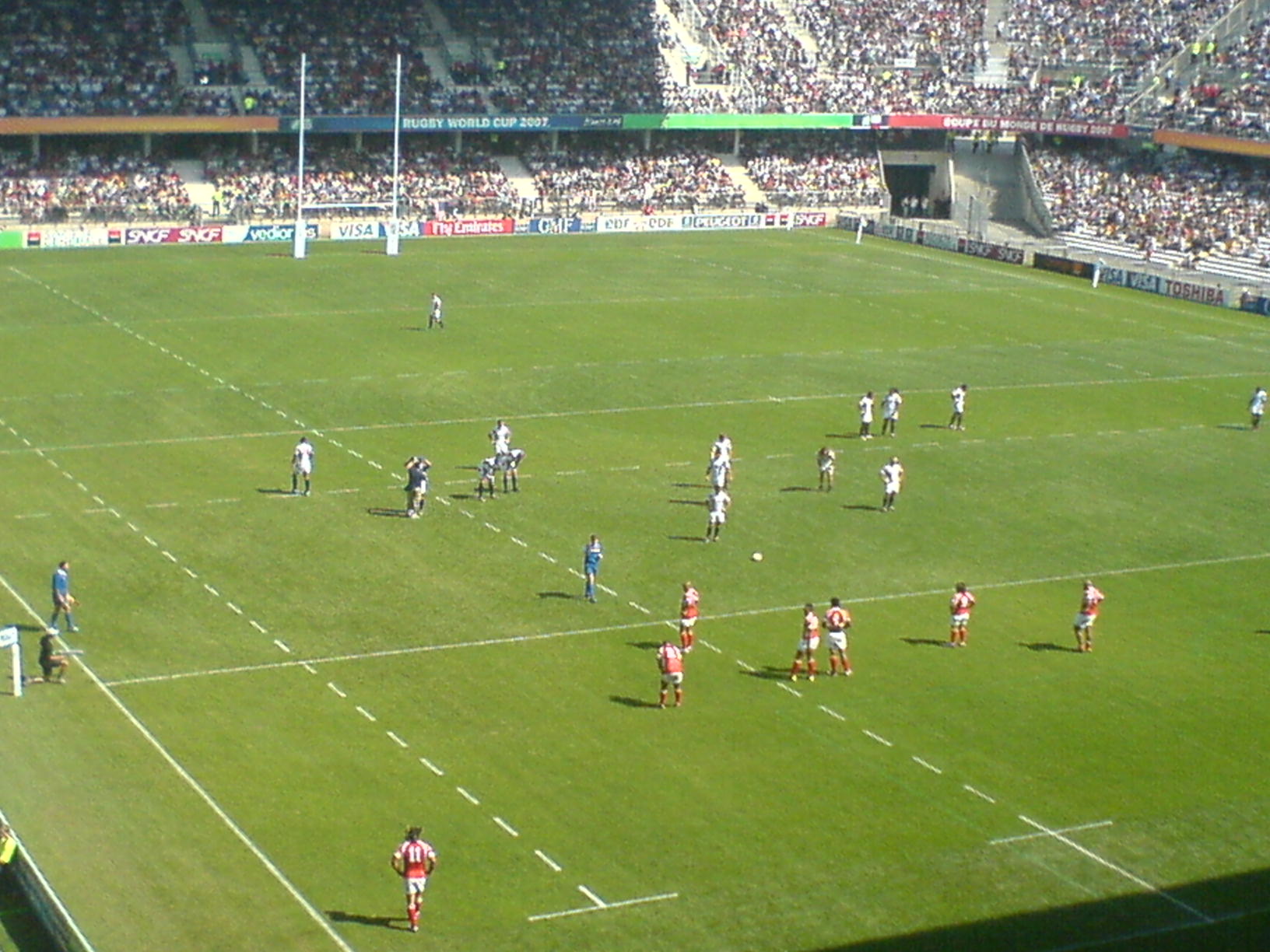
Tonga speelt tegen de Verenigde Staten op het WK 2007.

Het Tongaans rugbyteam is een team van rugbyers dat Tonga vertegenwoordigt in internationale wedstrijden.
In dit kleine land is rugby de nationale sport. Het nationale team heeft ondanks haar geringe bevolking een ongekend hoog niveau. Dit resulteerde in vijf deelnames aan het wereldkampioenschap rugby. Rugby werd in de jaren 20 van de 20ste eeuw gebracht door zeelieden en zendelingen. Vanaf die jaren heeft het land vaak tegen Fiji gespeeld. Deze wedstrijden werden op het scherp van de snede gespeeld. Veel mensen zeggen dat de politieke ruzies tussen de twee landen op het rugbyveld werd uitgevochten.
Voor elke wedstrijd voeren de spelers de kailao, een traditionele dans, uit. Ze spelen in een rood shirt, witte broek en rode kousen.

## Wereldkampioenschappen
Tonga heeft aan elk wereldkampioenschap deelgenomen, behalve in 1991. Het kwam nog nooit voorbij de eerste ronde. Ze wonnen in totaal acht wedstrijden.
- WK 1987: eerste ronde (geen overwinningen)
- WK 1991: niet gekwalificeerd
- WK 1995: eerste ronde (één overwinning)
- WK 1999: eerste ronde (één overwinning)
- WK 2003: eerste ronde (geen overwinningen)
- WK 2007: eerste ronde (twee overwinningen)
- WK 2011: eerste ronde (twee overwinningen)
- WK 2015: eerste ronde (één overwinning)
- WK 2019: eerste ronde (één overwinning)